# Cuscuta cephalanthi
Cuscuta cephalanthi är en vindeväxtart som beskrevs av Georg George Engelmann. Cuscuta cephalanthi ingår i släktet snärjor, och familjen vindeväxter. Inga underarter finns listade i Catalogue of Life.